# You Weren't There
You Weren't There è il primo singolo estratto dall'album Another Day della cantante norvegese Lene Marlin e segna il suo ritorno dopo quasi tre anni di assenza dalle scene.

## Il brano
L'anteprima di You Weren't There viene trasmessa dalle radio italiane il 18 luglio 2003, per poi uscire nei negozi il 5 settembre. In Italia debutta in classifica direttamente al primo posto il 17 settembre, rimanendo per oltre 3 mesi nella top20. Grazie al brano, la cantante ritorna dopo 4 anni di assenza al Festivalbar, esibendosi durante la finale dell’edizione del 2003 il 23 settembre.
Il 12 settembre il singolo debutta anche nelle classifiche norvegesi al primo posto, e segna un record nella discografia norvegese. Rimane infatti per ben 13 settimane consecutive in vetta alla classifica radiofonica. 

## Il video
Il video per You Weren't There viene girato nei pressi di Stoccolma e viene trasmesso in anteprima mondiale in Norvegia il 26 luglio 2003. Il video è girato con una tecnica molto particolare, in cui si segue una storia d'amore "al contrario", cioè le sequenze della vicenda vengono montate dall'ultima alla prima.

## Tracce
- Versione europea

1. You Weren't There 3:29
2. Enough 3:53
3. You Weren't There (remix) 3:20

- Versione norvegese

1. You Weren't There 3:29
2. Enough 3:53

- Versione inglese
  - CD/DVD Single Set
  - DVD

1. You Weren't There (video)
2. Sitting Down Here (audio)
3. Enough (audio)
4. You Weren't There (Performance)

- - CD

1. You Weren't There 3:29
2. Sitting Down Here 3:55

## Classifiche
| Classifica (2003) | Posizione più alta |
| ----------------- | ------------------ |
| Francia           | 89                 |
| Italia            | 1                  |
| Norvegia          | 1                  |
| Regno Unito       | 59                 |
| Svezia            | 39                 |
| Svizzera          | 74                 |